# تشارلز هوتشكيس نورتن
تشارلز هوتشكيس نورتن (بالإنجليزية: Charles Hotchkiss Norton)‏ هو مهندس أمريكي، ولد في 23 نوفمبر 1851، وتوفي في 27 أكتوبر 1942.